# Griekse parlementsverkiezingen juni 2012
Deze Griekse parlementsverkiezingen hebben plaatsgevonden op 17 juni 2012. De verkiezingen vonden plaats nadat het mislukte om een coalitie te vormen na de Griekse parlementsverkiezingen van mei 2012.

## Procedure
In Griekenland kent men parlementsverkiezingen waarbij 300 zetels te verdelen zijn, deze vinden in principe om de vier jaar plaats en kennen een kiesdrempel van 3%. Indien het niet mogelijk blijkt een regering te vormen worden er nieuwe verkiezingen gehouden. De partij met de meeste stemmen krijgt 50 zetels extra. De andere 250 zetels worden evenredig verdeeld op basis van het stemmenaantal, met inachtneming van de kiesdrempel. Alle ongeldige, blanco stemmen en die van partijen die het niet gehaald hebben gaan automatisch naar de grootste partij.

## Aanloop naar de verkiezingen
Volgens de peilingen zou de SYRIZA de grootste partij worden bij deze verkiezingen.

Dora Bakogianni van de Democratische Alliantie (DISY) had aangegeven dat haar partij niet meer politiek actief was en dat zij zou toetreden tot Nea Dimokratia. Uiteindelijk won Nea Dimokratia met 129 zetels (waarvan 50 bonuszetels voor de grootste partij) de verkiezingen wat een pro-Europese collatie mogelijk zou maken.

## De regering
Op 23 juni 2012 werd het kabinet-Samaras beëdigd. Op 28 juni 2012 werden de 300 parlementsleden beëdigd en op 29 juni 2012 werd Evangelos Meimarakis als kamervoorzitter gekozen evenals de dekens, secretarissen en 6 vicepresidenten.  Elke partij levert er één maar de kandidaat van de fascistische partij Gouden Dageraad kreeg 41 stemmen en behaalde daarmee niet de benodigde 75 stemmen. Nikolaos Michaloliakos kondigde hierop aan dit aan te gaan vechten bij het Europese Hof van Justitie.

## De peilingen
| 6 mei 2012  | verkiezingsresultaten | 18,85 | 16,78  | 13,18 | 10,60 | 8,48 | 6,97 | 6,11  | 2,93    | 2,90 | 2,55 | 2,15 | 1,80  | Andere: 6,70                |
| Datum       | Onderzoeker           | ND    | SYRIZA | PASOK | ANEL  | KKE  | XA   | DIMAR | Groenen | LAOS | DISY | DX   | DRASI | Andere of onbeslist         |
| ----------- | --------------------- | ----- | ------ | ----- | ----- | ---- | ---- | ----- | ------- | ---- | ---- | ---- | ----- | --------------------------- |
| 10 mei 2012 | Marc/Alpha            | 20,3  | 27,7   | 12,6  | 10,2  | 7,0  | 5,7  | 4,9   | 1,7     | 2,3  | 1,5  | 1,8  | 1,3   | Andere: 3,0                 |
| 12 mei 2012 | Kapa                  | 18,1  | 20,5   | 12,2  | 8,4   | 6,5  | 5,8  | 5,0   | 2,5     | 2,4  | 2,5  | 2,2  | 1,3   | Andere: 1,7 Onbeslist: 10,9 |
| 12 mei 2012 | Metron                | 21,7  | 25,5   | 14,6  | 10,5  | 5,3  | 4,7  | 5,4   | 2,6     | 1,8  | 1,9  | 1,8  | 1,6   | Andere: 2,6                 |
| 14 mei 2012 | Rass                  | 19,4  | 20,5   | 11,8  | 7,8   | 4,8  | 3,8  | 6,2   | 1,8     | 2,0  | 2,4  | 2,3  |       | Andere: 3,7 Onbeslist: 11,3 |

## De uitslag

Gewonnen zetels in het nieuwe parlement.
Nea Dimokratia: 129 zetels
SYRIZA: 71 zetels
PASOK: 33 zetels
Onafhankelijke Grieken: 20 zetels
Gouden Dageraad 18 zetels
Democratisch Links: 17 zetels
Communistische Partij van Griekenland: 12 zetels

In de blauwe kiesdistricten heeft Nea Dimokratia de meerderheid behaald, in de roze SYRIZA.

| Partij                                                                      | Partijleider                                    | Stemmen   | %      | +/–    | Zetels | +/– |
| --------------------------------------------------------------------------- | ----------------------------------------------- | --------- | ------ | ------ | ------ | --- |
| Nea Dimokratia (ND)                                                         | Antonis Samaras                                 | 1.825.609 | 29,66  | +10,81 | 129    | +21 |
| SYRIZA                                                                      | Alexis Tsipras                                  | 1.655.053 | 26,89  | +10,11 | 71     | +19 |
| PASOK                                                                       | Evangelos Venizelos                             | 755.832   | 12,28  | –0,90  | 33     | -8  |
| Onafhankelijke Grieken (ANEL)                                               | Panos Kammenos                                  | 462.456   | 7,51   | –3,09  | 20     | -13 |
| Gouden Dageraad (XA)                                                        | Nikolaos Michaloliakos                          | 425.980   | 6,92   | –0,05  | 18     | -3  |
| Democratisch Links (DIMAR)                                                  | Fotis Kouvelis                                  | 385.079   | 6,25   | +0,15  | 17     | -2  |
| Communistische Partij van Griekenland (KKE)                                 | Aleka Papariga                                  | 277.179   | 4,50   | –4,04  | 12     | -14 |
| Herbouw Griekenland (Lijstverbinding (DX–DRASI–FS)                          | Thanos Tzimeros/ Stefanos Manos/ G. Vallianatos | 98.063    | 1,59   | –0,56  | 0      | 0   |
| Laikos Orthodoxos Synagermos (LAOS)                                         | Georgios Karatzaferis                           | 97.099    | 1,58   | –1,32  | 0      | 0   |
| Griekse Ecologen (OP)                                                       | Comité van zes leden                            | 54.421    | 0,88   | –2,05  | 0      | 0   |
| "Ik Betaal Niet"-Beweging                                                   | Vasilis Papadopoulos                            | 23.734    | 0,39   | –0,49  | 0      | 0   |
| Front van de Griekse anti-kapitalisten (ANTARSYA)                           | Comité van 21 leden                             | 20.389    | 0,33   | –0,86  | 0      | 0   |
| Koinonia ("Samenleving"): Politieke Partij van de Opvolgers van Kapodistria | Michail Iliadis                                 | 17.771    | 0,29   | –0,16  | 0      | 0   |
| Unie van Centristen (EK)                                                    | Vassilis Leventis                               | 17.191    | 0,28   | –0,33  | 0      | 0   |
| Piratenpartij (KPE)                                                         | I, Panagopoulos                                 | 14.169    | 0,23   | –0,28  | 0      | 0   |
| Panathinaikosbeweging (PANKI)                                               | Yiorgos Betsikas                                | 12.439    | 0,20   | +0,2   | 0      | 0   |
| Kommunistiko Komma Elladas (ML KKE) (marxistisch-leninistisch)              | Comité van vier leden                           | 7.648     | 0,12   | –0,13  | 0      | 0   |
| Nationale Hoop (EE)                                                         | Yiorgios Papadopoulos                           | 4.303     | 0,07   | +0,07  | 0      | 0   |
| Liberale partij (LIBERTAS)                                                  | Manolis Kaligiannis                             | 615       | 0,01   | –0,05  | 0      | 0   |
| Onafhankelijke Kandidaten                                                   | —                                               | 416       | 0,01   | –0,04  | 0      | 0   |
| Nationale Weerstandsbeweging (KEAN)                                         | Ippokratis Savvouras                            | 80        | 0,00   | –0,01  | 0      | 0   |
| Panagrarian Arbeidersbeweging Griekenland. (PAEKE)                          | Miltiadis Tzalazidis                            | 1         | 0,00   | –0,01  | 0      | 0   |
| Geldige stemmen                                                             | Geldige stemmen                                 | 6.155.527 | 99.01  |        |        |     |
| Ongeldige stemmen                                                           | Ongeldige stemmen                               | 36.227    | 0,58   |        |        |     |
| Blanco stemmen                                                              | Blanco stemmen                                  | 25.052    | 0,40   |        |        |     |
| Totaal uitgebrachte stemmen                                                 | Totaal uitgebrachte stemmen                     | 6.296.856 | 100,00 | —      | 300    | —   |
| Totaal aantal stemgerechtigde                                               | Totaal aantal stemgerechtigde                   | 9.951.970 | 62,47  |        |        |     |

1950 · 1951 · 1952 · 1956 · 1958 · 1961 · 1963 · 1964 · 1974 · 1977 · 1981 · 1985 · 1989 (juni) · 1989 (nov.) · 1990 · 1993 · 1996 · 2000 · 2004 · 2007 · 2009 · 2012 (mei) · 2012 (juni) · 2015 (jan.) · 2015 (sep.) . 2019 · 2023 (mei) · 2023 (jun.)